# Nieśmiertelny III: Czarnoksiężnik
Nieśmiertelny III (ang. Highlander III) – film fantasy produkcji francusko-brytyjsko-kanadyjskiej z 1994 roku, z Christopherem Lambertem w roli głównej. Jest kolejną opowieścią z serii Nieśmiertelny, poświęconej od wieków żyjącemu tytułowemu góralowi.

## Fabuła
Kolejna część serii Nieśmiertelnego. Trzecia część opowiada o Connorze MacLeodzie, który wciąż cierpi po stracie ukochanej Heather, która zginęła kilka wieków wcześniej. Connor postanawia opuścić rodzinną Szkocję i zacząć podróżować po świecie. Pewnego razu dociera do Japonii, w której spotyka czarnoksiężnika Nakano, który tak jak on jest nieśmiertelny. Zaprzyjaźniają się, jednak wkrótce do Japonii przybywa wróg Nakano.

## Obsada
- Christopher Lambert – Connor MacLeod
- Mario Van Peebles – Kane (czarnoksiężnik)
- Deborah Unger – Alex / Sara
- Mako – Nakano
- Raoul Trujillo – wojownik 1
- Jean-Pierre Perusse – wojownik 2
- Martin Neufeld – Stenn
- Frederick Y. Okimura – stary Japończyk
- Daniel Do – Takamura
- Gabriel Kakon – John

## Zdjęcia
Zdjęcia realizowane były na terenie Stanów Zjednoczonych, Japonii, Maroka, Kanady i Wielkiej Brytanii.